# Petra Němcová
Pour les articles homonymes, voir Petra.
 (avril 2014).
Petra Němcová est un mannequin et animatrice de télévision tchèque, née le 24 juin 1979 à Karviná. Elle est notamment connue pour ses apparitions dans la swimsuit issue du magazine américain Sports Illustrated, dont elle a fait la couverture en 2003.

## Biographie

### Carrière télévisuelle
Depuis le 13 juillet 2007, elle présente une émission de télé-réalité sur la chaîne TLC, intitulée A Model Life (en), dans laquelle six candidats essayent de remporter un contrat avec l'agence de mannequins NEXT Model Management.
À partir du 21 mars 2011, elle participe à Dancing with the Stars 12 avec comme partenaire de danse Dmitry Chaplin (en).

### Vie privée
Lors du tsunami du 26 décembre 2004, elle a été blessée à la hanche, après s'être accrochée pendant plus de huit heures à un arbre pour échapper au courant des vagues du tsunami. Son ami, le photographe britannique Simon Atlee, fut porté disparu pendant dix jours avant que son corps ne soit identifié.

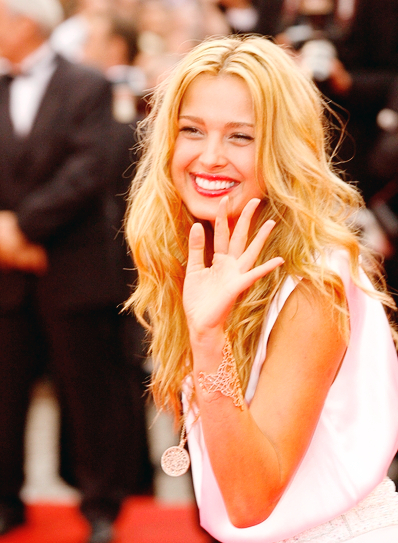
Petra Němcová au festival de Cannes 2008.

Elle a créé la fondation Happy Hearts Fund, qui vise à reconstruire les écoles détruites par les catastrophes naturelles.